# Tretower Castle
Tretower Castle (walesiska: Castell Tretŵr) är ett slott i Storbritannien.   Det ligger i kommunen Powys och riksdelen Wales, i den södra delen av landet, 210 km väster om huvudstaden London. Tretower Castle ligger 89 meter över havet.
Terrängen runt Tretower Castle är huvudsakligen kuperad. Tretower Castle ligger nere i en dal. Runt Tretower Castle är det ganska tätbefolkat, med 60 invånare per kvadratkilometer. Närmaste större samhälle är Brynmawr, 9,3 km söder om Tretower Castle. Trakten runt Tretower Castle består i huvudsak av gräsmarker.